# Meijin 2001
Il Meijin 2001 è stata la 26ª edizione del torneo goistico giapponese Meijin.

## Qualificazioni
Dalle eliminatorie i giocatori qualificati al torneo finale sono stati Rin Kaiho, Cho Sonjin e Hideki Komatsu.

## Torneo
- W indica vittoria col bianco
- B indica vittoria col nero
- X indica la sconfitta
- +R indica che la partita si è conclusa per abbandono
- +N indica lo scarto dei punti a fine partita
- +F indica la vittoria per forfeit
- +T indica la vittoria per timeout
- +? indica una vittoria con scarto sconosciuto
- V indica una vittoria in cui non si conosce scarto e colore del giocatore

| Giocatore      | C.C.  | O.M.  | O.R.  | N.H.  | S.R.  | M.K.  | R.K.  | C.S.  | H.K.  | Risultato | Note                    |
| -------------- | ----- | ----- | ----- | ----- | ----- | ----- | ----- | ----- | ----- | --------- | ----------------------- |
| Cho Chikun     | –     | B+R   | W+R   | B+R   | W+R   | B+3,5 | X     | X     | X     | 5-3       |                         |
| Ō Meien        | X     | –     | B+R   | W+1,5 | B+1,5 | X     | X     | X     | B+R   | 4-4       |                         |
| Ō Rissei       | X     | X     | –     | X     | X     | X     | W+6,5 | B+R   | W+R   | 3-5       | Retrocesso              |
| Naoki Hane     | X     | X     | W+R   | –     | X     | X     | X     | X     | B+3,5 | 2-6       | Retrocesso              |
| Shikun Ryu     | X     | X     | B+1,5 | W+3,5 | –     | B+0,5 | W+4,5 | X     | W+R   | 5-3       |                         |
| Masao Kato     | X     | B+R   | W+0,5 | B+R   | X     | –     | X     | W+3,5 | X     | 4-4       |                         |
| Rin Kaiho      | B+R   | W+1,5 | X     | W+R   | X     | W+R   | –     | B+1,5 | W+0,5 | 6-2       | Qualificato alla finale |
| Cho Sonjin     | W+6,5 | B+6,5 | X     | B+R   | W+6,5 | X     | X     | –     | B+R   | 5-3       |                         |
| Hideki Komatsu | B+2,5 | X     | X     | X     | X     | W+R   | X     | X     | –     | 2-6       | Retrocesso              |

## Finale
La finale è stata una sfida al meglio delle sette partite.